# 鼎豐集團控股
鼎豐集團控股有限公司，簡稱鼎豐集團控股（英語：Differ Group Holding Company Limited，港交所：6878），在2010年，由洪明顯（主席）、施鴻嬌（主席配偶）於廈門（總部）成立「鼎豐控股（廈門）有限公司」。
業務在中國內地經營集融资担保、履约担保、典当融资、融资租赁、金融顾问、委托贷款等。
股份在2013年12月9日於港交所創業板上市，當時代碼為8056.HK。配售價格為0.78港元，股份數目為2.5億股，集資額為1.95億港元。2015年3月5日，由創業板轉往主板上市。
而在轉往主板上市之前，該公司透過自願公告與交通銀行股份有限公司廈門分行訂立戰略性合作框架協議，雙方進行中，據了解為合作有效期5年。

## 外部連結
- dfh.cn （页面存档备份，存于）